# Relaciones Chile-Egipto
Las relaciones Chile-Egipto son las relaciones internacionales entre la República de Chile y la República Árabe de Egipto. 

## Historia
Las relaciones diplomáticas entre Chile y Egipto datan de 1929, siendo el primer país del mundo árabe con el que el país sudamericano entabló relaciones. Por esos años, ambos países suscribieron un tratado de paz y un acuerdo sobre ventajas comerciales para formalizar sus vínculos bilaterales. Durante esos primeros años, la relación se centraba en asuntos económicos, con Chile interesado en la comercialización de salitre y Egipto en la venta de su algodón. El 23 de diciembre de 1957, ambas partes decidieron elevar sus representaciones a nivel de embajadas. Hasta antes, el embajador de Brasil en El Cairo representaba directamente los intereses chilenos en el país.
En la década de 1960, ambos países acrecentaron sus relaciones bilaterales más allá de lo económico, estableciéndose un convenio cultural. Así, en 1966, la Universidad de Chile creó el Centro de Estudios Árabes, cuyo artífice y primer director fue el académico egipcio Lufti Abdel Badi, de la Universidad de Heliópolis. Dos años después, bajo la dirección del profesor de la Universidad de El Cairo, Sayed Mustafá Ghazi, se comenzó a otorgar el grado de licenciatura en lengua árabe, profundizándose en la enseñanza de la cultura árabe, iniciativa directamente relacionada con la política nacionalista y panarábica del presidente de Egipto Gamal Abdel Nasser.
En diciembre de 1978, se celebró la I Reunión de la Comisión Mixta Chileno-Egipcia, encabezada por el vicecanciller chileno General Enrique Valdés, por parte de Chile y el Primer Subsecretario de Estado del Ministerio de Economía, Comercio Exterior y Cooperación Económica de Egipto, Ahmed Wafan Said. En la reunión se aprobó un reglamento para el desarrollo del diálogo bilateral, y se estudiaron temas como un posible crédito egipcio para financiar exportaciones chilenas, el ofrecimiento de Chile para otorgar becas de estudio de posgrado en instituciones de economía nacionales y asistencia técnica en control de desiertos. Producto de este entendimiento diplomático se fueron suscribiendo diversos instrumentos de cooperación en los años venideros, entre los cuales se hallan un convenio cultural (1960), comercial (1977), un acuerdo de cooperación turística (1981), un convenio de cooperación científica y técnica (1982); un acuerdo de cooperación económica (1988); un memorándum sobre cooperación agrícola (1997); un memorándum entre los Bancos Centrales de Chile y Egipto (1998); un acuerdo de promoción y protección recíproca de inversiones y otro para la promoción de exportaciones (1999).
En 2005, el presidente de Chile Ricardo Lagos realizó una visita a Egipto, convirtiéndose en el primer Jefe de Gobierno chileno en visitar ese país. El 15 de enero llegó a El Cairo, donde se reunió con su homólogo Hosni Mubarak, con quien firmó un acuerdo de cooperación cultural y educacional y un acuerdo de intenciones para la cooperación técnica arqueológica entre la Cultura Chinchorro de Chile y la «Cultura Faraónica» de Egipto.

## Relaciones económicas
En materia económica, el intercambio comercial entre ambos países ascendió a los 41 millones de dólares estadounidenses en 2023, lo que significó un aumento del 11% en los últimos cinco años. Los principales productos exportados por Chile a Egipto fueron productos lácteos, jurel y nueces, mientras que Egipto mayoritariamente exporta al país sudamericano gas natural licuado.
Respecto a las inversiones, en la actualidad, el proyecto bilateral de mayor significación está constituido por las operaciones de la petrolera estatal chilena ENAP-SIPETROL en Egipto, proyecto en cuyo contexto se han celebrado contratos de exploración y explotación petroleras en diferentes yacimientos egipcios desde 1998.

## Misiones diplomáticas

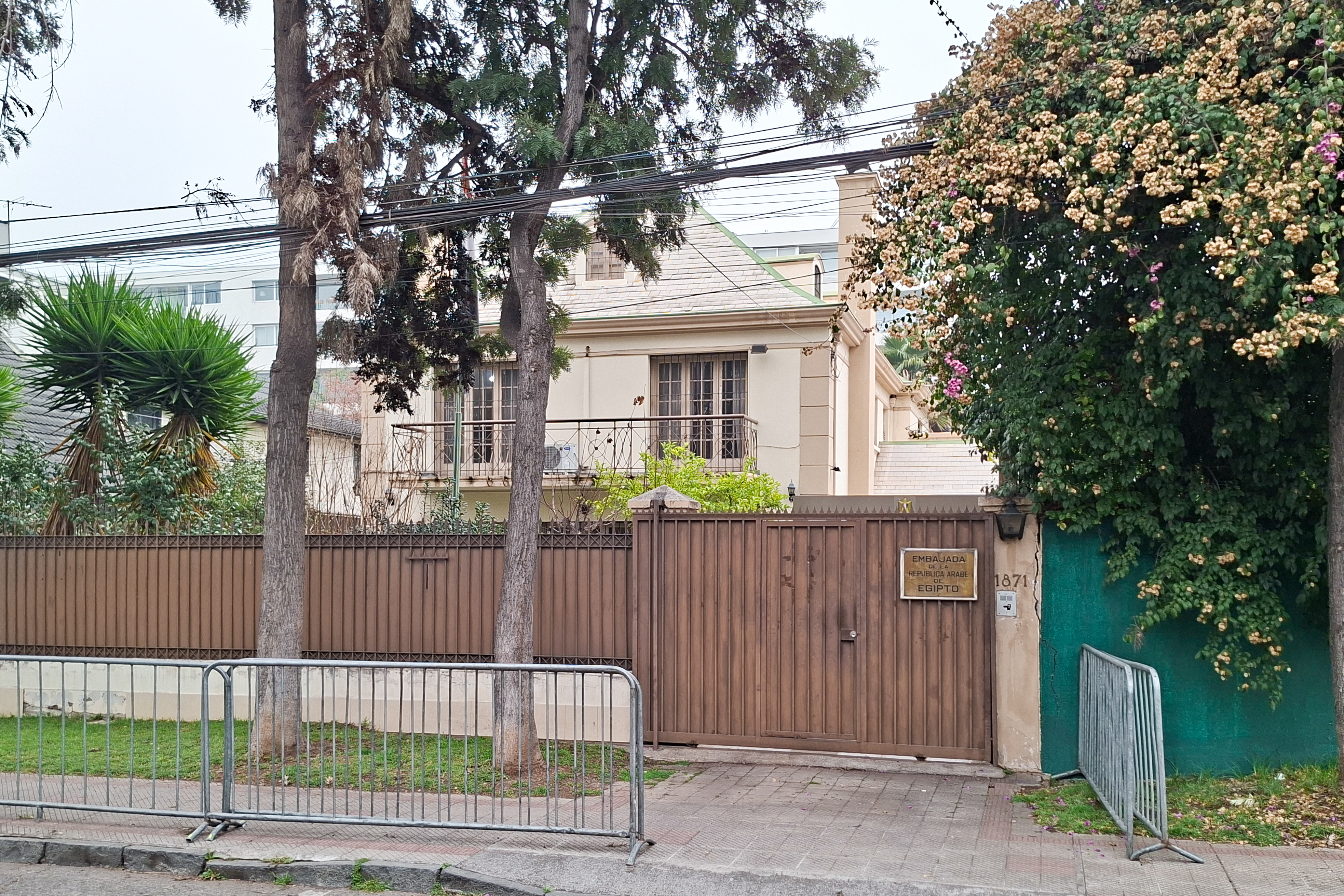
Embajada de Egipto en Santiago de Chile

- Chile tiene una embajada en El Cairo.
- Egipto tiene una embajada en Santiago de Chile.